# 筋斗雲

筋斗雲に乗る孫悟空。

筋斗雲（きんとうん）は、鳥山明の漫画『ドラゴンボール』とその派生作品に登場する架空の乗り物。主人公の孫悟空が使用している。
『ドラゴンボール』の設定は中国の古典文学『西遊記』より取材されているものが多い。筋斗雲は、その古典文学の主人公孫悟空が使用する雲に乗る術觔斗雲（異体字で「筋斗雲」とも表記する）より発想されたもの。

## 概要
雲の乗り物。飛行機よりも速く、マッハ1.5（推定時速1800km）で空を飛ぶことができる。ただし、亀仙人が「よいこ」と呼んでいるような心が清らかな人でないと乗ることができず、そうでない人の場合は雲をすり抜けて落ちてしまう。しかし、乗れない人間も乗れる人間にしがみつくことで同乗することはできる。劇場版『ドラゴンボール 神龍の伝説』では、亀仙人はこの特性を活かして悟空とヤムチャたちの言い分を聞き、どちらが正しいかを確認するために嘘発見器代わりに使用する場面もある。
「筋斗雲」と叫ぶとどこからともなく飛んでくる。筋斗雲に乗ることができるか否かと所有権に因果関係はなく、筋斗雲に乗れない人物であっても筋斗雲を呼ぶこと自体は可能。乗っているときは搭乗者の意思で方向やスピード・高度をコントロールすることが可能。色は原作では黄色や薄い紫など、アニメでは黄色。アニメでは筋斗雲が動いているときには「ピキピキピキ」という効果音が鳴る。時々汗をかいたり（汗マークで表現）と、人格のあるような描写もある。バズーカ砲などで吹きとばされても復元できるが、魔族による気功波を受けた際には、復元できず完全に消滅した。
ジングル村の村長の弁によれば、昔はたくさんあったものだが人々の心が悪くなってしまったため、乗り手がいなくなり今や滅多に見られなくなったとのこと。そのため、悟空が筋斗雲を使用した際には、まだ乗り手がいたのかと驚いていた。ジングル村の人々が「昔からよく見かけた」と言っている一方で、亀仙人が「神様から貰った大切な雲」と話していることについて鳥山明は、昔は神様がいっぱい持っていたが、いろいろ分け与えたため、めっきり数が減ったと述べている。
悟空が使用しているのは人が少数乗れる程度の大きさだが、仙猫カリンが持っている元の筋斗雲は何倍も大きく、好きな大きさにちぎって持っていくことができる。かつて、カリンのもとで修行した亀仙人が貰い、その後悟空に授けた。だが、持ち主であった亀仙人は筋斗雲に乗れなかった。悟空は初めて見たときは、食べられるかを亀仙人に問い「ありがたい雲を食うな！」と怒られている。
アニメ『ドラゴンボール』主題歌「魔訶不思議アドベンチャー!」では、「雲のマシン」と呼称されており、「生き物ではなく『乗り物』」とする解説もある。
鳥山明は「筋斗雲に乗れたらどこへ行ってみたい?」という質問に対し、「純粋じゃないんで乗れないんじゃないかな」と答えている。また、「どこへでも飛んで行けるので物語の展開を考えやすくなり、いちいち乗り物を出さなくていいから描くのが楽だった」と語っている。

## 劇中の活躍
物語序盤で、亀仙人に仕えるウミガメが山道に迷っていたところを、海に連れ帰してくれた礼として亀仙人が悟空に贈ったもの。その後は悟空の移動手段として様々な場面で活躍した。この亀仙人から譲りうけた筋斗雲は、レッドリボン軍のシルバー大佐にバズーカ砲で破壊されたと思われたが、北国ジングル村で呼び出すと再び現れた。その筋斗雲もピッコロ大魔王の配下タンバリンの攻撃で消滅してしまうが、後に仙猫カリンから新たな筋斗雲を貰っている。
サイヤ人編以降は舞空術により、筋斗雲よりも速いスピードで飛ぶことができるようになったため、悟空が乗ったのはナメック星へ向かう前に西の都のカプセルコーポレーションを訪れたときが最後となった。
後に、孫悟飯が高校生になった際に登場したが、舞空術のほうが速く飛べるため活躍の場はあまり無かった。その後は弟の悟天に託しており、悟天は『ドラゴンボール超』の漫画版では通学に使っていた。物語の完結後に刊行された完全版34巻のラストでウーブに悟空が筋斗雲を託すシーンが描き下ろされ、往年の少年悟空を彷彿させる姿を見せた。また、アニメ『ドラゴンボールGT』では最終話で悟空が天に去る際に登場。『超』ではエンディングテーマ「Forever Dreaming」のアニメーションで悟空が乗っている他、76話では久しぶりに悟空によって呼び出されている。『DAIMA』ではオープニングにのみ登場で本編には登場せず、悟空は小さくなったためカリンから乗っていくように言われたが断っている。

### 原作以外での活躍
『ファミコンジャンプ 英雄列伝』では、主人公（ジャンプワールドに入ったプレイヤー）が乗れる。ただし原作と違いこのゲームでは1回乗るごとに「心」のパラメータが悪に傾く設定である他、岩山は越えられない。続く『ファミコンジャンプII 最強の7人』では、プレイヤーキャラクターの7人（孫悟空・タルるート・空条承太郎・ターちゃん・剣桃太郎・前田大尊・両津勘吉の7人）全員が乗れる。この2作品では、亀仙人に「エッチなビデオ」を贈ることで筋斗雲を入手する。
『日本偉人大賞2007 歴史を変えた超エライ人SP』（2007年4月7日放送）では、三宅正治アナウンサーが悟空と共に筋斗雲に乗っていた。
『CROSS EPOCH』では海賊ではない冒険家のモンキー・D・ルフィが悟空から筋斗雲を貸し出されている。
フジテレビの『お台場冒険王』にて『ONE PIECE』と『こちら葛飾区亀有公園前派出所』の2作と共演した際、高所から落ちてきたモンキー・D・ルフィと両津勘吉を救うために活躍。ルフィは乗ることができた反面、両津は性格の問題上、筋斗雲から突き抜けてしまい、「何でわしだけ乗れないんだ!」と叫び嘆いて落ちていった。
『ドラゴンボール改』から『ONE PIECE』への受け渡しスポットの一つで、トニートニー・チョッパーが悟飯と共に乗っている。

## 筋斗雲に乗れる人物
- 孫悟空
- 孫悟飯
- 孫悟天[注 5]
- トランクス[注 6]
- チチ
- ランチ（青髪）
- 則巻アラレ
- 則巻ガジラ[注 7]
- ウパ
- 悟空が連れてきた人魚（3巻、または完全版2巻）
- ウーブ（完全版34巻）
- ナム[注 8]

## 黒筋斗雲
名称はゲーム『ドラゴンボール アドバンスアドベンチャー』で初登場。アニメ『ドラゴンボール』64話で登場した黒い筋斗雲。桃白白がカリン塔に登ってきた際、自力で下りて余計な力を付けられては困ると考え、カリンが貸し与えた。心が清らかでない者も乗れるタイプだが、カリンの合図と共に乗れなくなる。桃白白はこれに乗って地上を目指すも、途中でカリンが合図を送ったため、雲を突き抜けて下に落ちてしまった。
また、ゲーム『ドラゴンボール アドバンスアドベンチャー』では本来筋斗雲に乗れないクリリンがプレイアブルキャラクターになっている場合、筋斗雲に乗って進むステージではこの雲に乗っている。